# Littlemill (whiskystokerij)

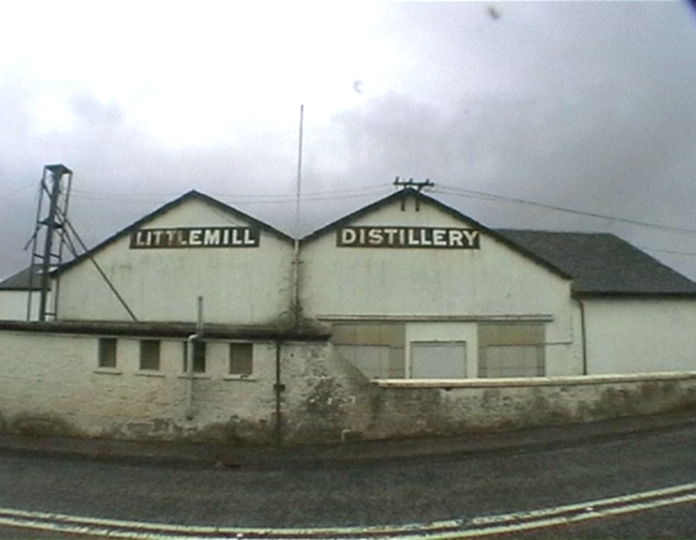
Littlemill

Littlemill was een whiskystokerij in Bowling, West Dunbartonshire. Het lag op de grens van de Low- en Lighlandsgebieden en wordt over het algemeen onder de Lowlandwhisky's geschaard.
Het is onbekend wanneer de eerste whisky op Littlemill gestookt is. Littlemill werd in de jaren 1750 genoemd toen Auchentorlie Estate verkocht werd, als onderdeel van dit landgoed. In 1772 waren er huizen gebouwd voor belastingambtenaren die accijns hieven op whiskystokerijen. Het is ook het jaar waarop Littlemill aangaf gesticht te zijn. Daarmee claimt het de oudste distilleerderij in Schotland te zijn.
De distilleerderij is daarna vaak van eigenaar gewisseld. In 1817 werd Matthew Clark & Co eigenaar. Nadat in 1823 het accijnsstelsel voor de productie van whiksy was aangepast, en officiële productie veel goedkoper werd, werd Jane Macgregor de licentiehoudster voor de stokerij. Rond 1840 is de Littlemill eigendom geweest van Hector Henderson, een ondernemer die aandeelhouder was in de Campbelltown stokerij in 1837, en tevens de stichter was van Caol Ila. In 1875, toen het eigendom op naam van Hay stond, is de stokerij verbouwd en uitgebreid.
In 1929 werd de stokerij stilgelegd. Productie werd hervat toen Duncan Thomas in 1931 de stokerij overnam.. Hij experimenteerde met nieuwe technieken in de distilleerderij. Voor het moutingsproces werd een Saladin Box gebouwd met een uniek ontwerp met twee ventilatietorens en een enkele droogoven (kiln). De koperen stookketels werden van buiten van een aluminium huid voorzien, en in plaats van een zwanenhals werden er rectificatiekolommen op de ketels gemonteerd om de graad van destillatie preciezer te kunnen regelen. In plaats van drievoudige destillatie, die gebruikelijk was onder Lowlandwhisky's werd tweevoudige destillatie gebruikt.
De stokerij kwam in 1971 onder eigendom van Barton Distilling, die al sinds 1959 aandeelhouder was. Barton werd in 1982 opgekocht door Amalgamated Distilled Products, dat zelf samenging met de Argyll Group in 1984. In dat jaar werd de stokerij gesloten. In 1989 ging de stokerij weer open, gekocht door Gibson International in 1989, maar moest na bankroet van Gibson International weer sluiten in 1994. De stokerij werd verkocht aan de Loch Lomond Distillery, maar niet heropend, en uiteindelijk in 1997 ontmanteld. In 2004 zijn de gebouwen die nog overeind stonden door brand verwoest.
De stokerij heeft gelijktijdig drie verschillende soorten whisky gemaakt, wat mede mogelijk was vanwege de recificatiekolommen waarmee verschillende gradaties van destillatie mogelijk waren: een zwaar geturfte soort onder de naam "Dumbuck", een volle, rijke whisky "Dunglas" en een lichte, meer traditionele lowland onder de eigen naam "Littlemill". In 1972 is de productie van Dumbuck en Dunglas stopgezet.